# Akela (geslacht)
Akela is een geslacht van spinnen uit de familie springspinnen (Salticidae).

## Soorten
De volgende soorten zijn bij het geslacht ingedeeld:
- Akela charlottae Peckham & Peckham, 1896
- Akela fulva Dyal, 1935
- Akela ruricola Galiano, 1999